# Tindouf
Tindouf (arabisk: تندوف; berbisk: ⵜⵉⵏⴷⵓⴼ) er en by i det vestlige Algeriet med et indbyggertal på 45.610 (2008) indbyggere. Byen er hovedstad i en provins af samme navn og er blandt andet hjemsted for en stor flygtningelejr.